# Стјепан Шибер
Стјепан Шибер (Градачац, 20. јун 1938 — Сарајево, 25. август 2016) бивши је официр ЈНА и касније бригадни генерал Армије Републике Босне и Херцеговине. По националности је Хрват.
Завршио је 1960. Војну академију у Љубљани. Из ЈНА је дезертирао 1992. у чину пуковника. Придружује се Армији Републике Босне и Херцеговине и постаје замјеник команданта Армије Републике Босне и Херцеговине. Године 1993. је унапређен у чин бригадног генерала и именован за војног аташеа у Швајцарској.
Након рата се пензионисао и почео активно бавити политиком као члан Републиканске странке БиХ Стјепана Кљуића (иначе ратног члана Председништва БиХ).